# Vinata nivosa
Vinata nivosa är en insektsart som beskrevs av William Lucas Distant 1906. Vinata nivosa ingår i släktet Vinata och familjen Derbidae. Inga underarter finns listade i Catalogue of Life.